# Мороз (озеро, Саскачеван)
Мороз — озеро в Канаде. Расположено в провинции Саскачеван, в центральной части страны, в 2100 км к северо-западу от столицы страны — Оттавы. Находится на высоте 314 метров над уровнем моря. Самая высокая точка поблизости — 364 метра над уровнем моря, в 1,3 км к западу от озера Мороз.
Озеро входит в бассейн реки Черчилл.
В окрестностях озера растут в основном хвойные леса. Территория вокруг озера почти необитаема: на 1 квадратный километр приходится менее 2 человек. Район озера является частью бореальной климатической зоны.
Среднегодовая температура в этом районе составляет −2 °C. Самый жаркий месяц — июль, когда средняя температура составляет +16 °C, самый холодный — январь со средней температурой −22 °C.